# Vandeae
Tribu
Classification phylogénétique

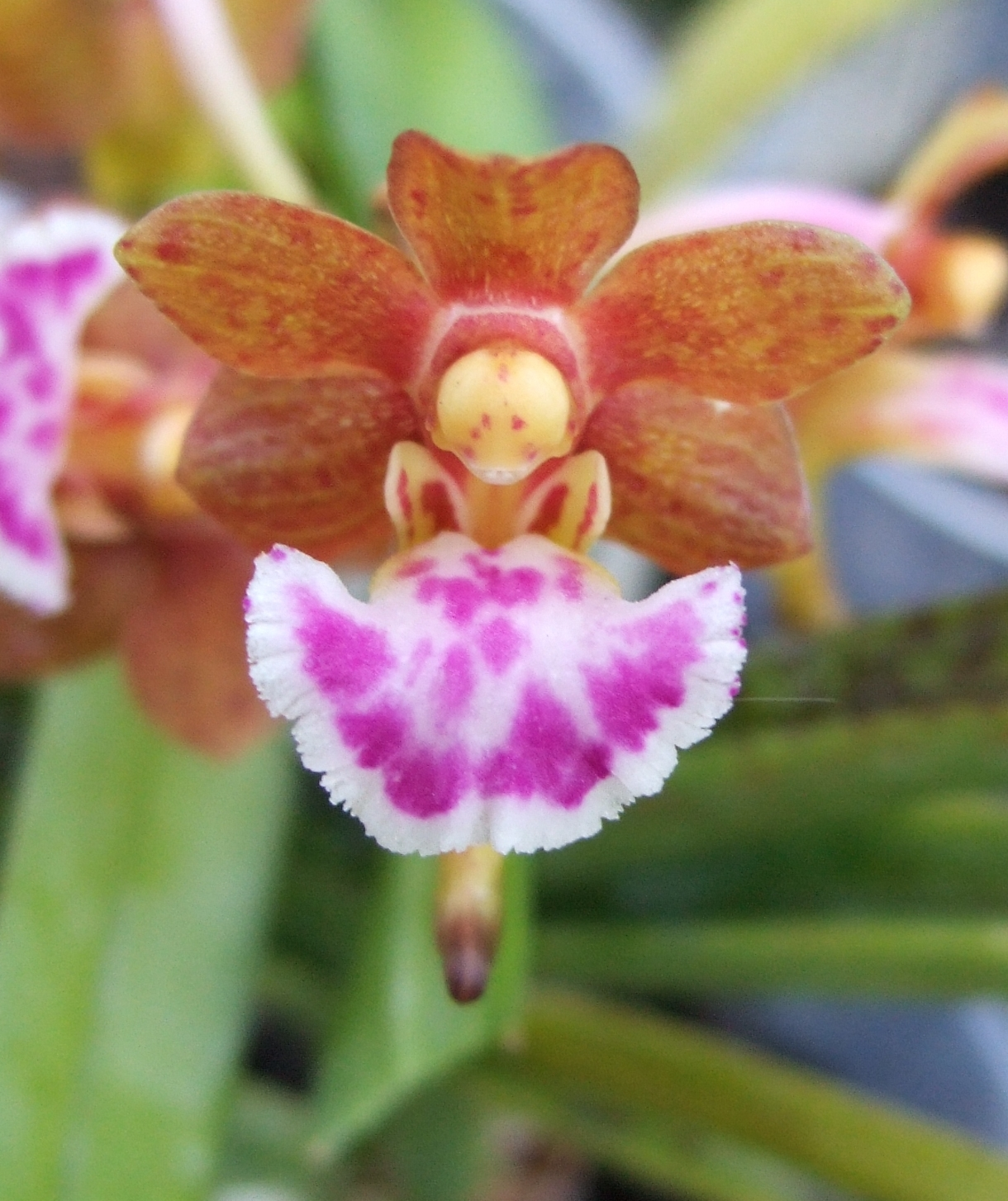
Vanda flabellata

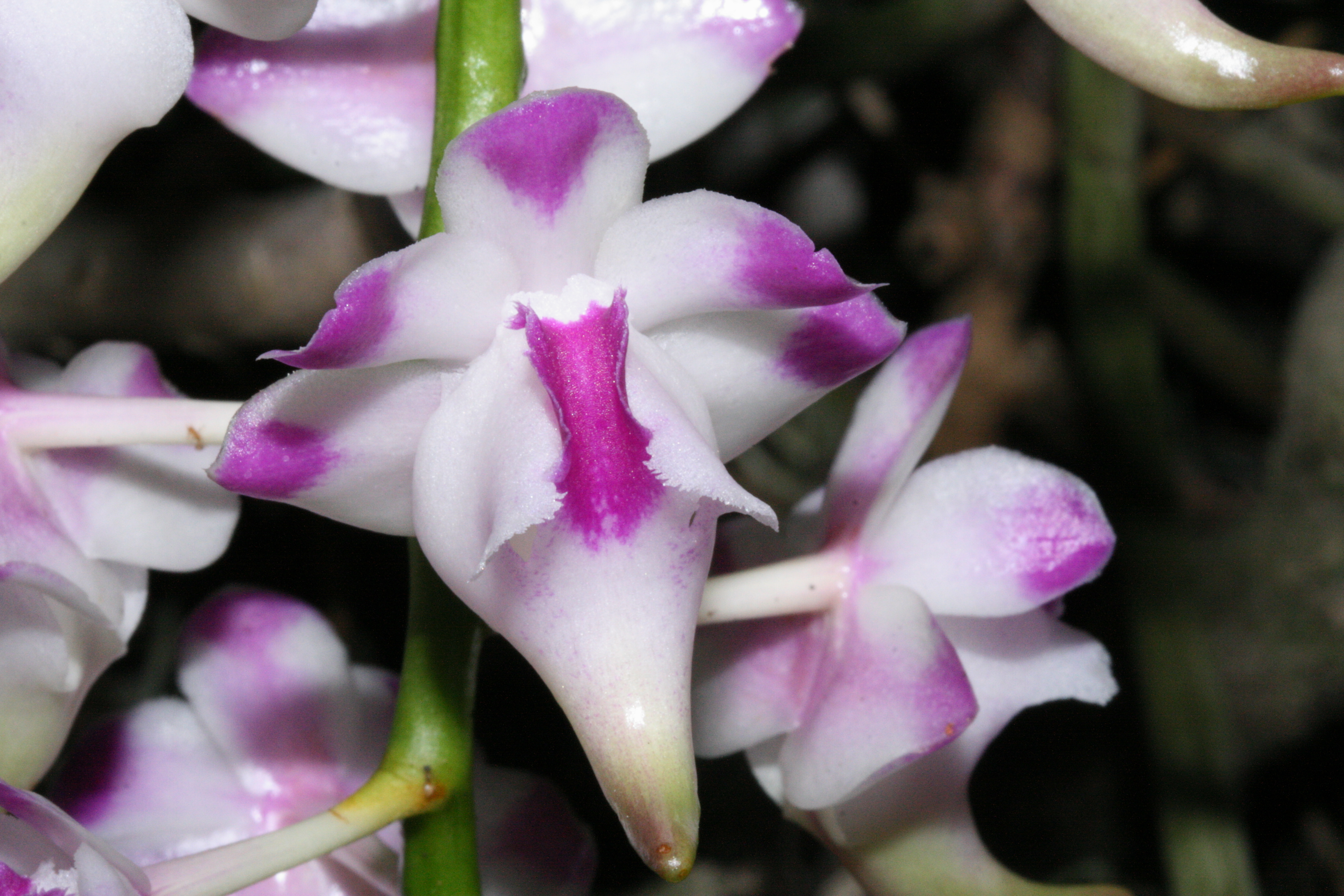
Aerides lawrenceae

La tribu des Vandeae est une tribu de la sous-famille des Epidendroideae, famille des Orchidaceae.
La classification phylogénétique sépare cette tribu en deux (NCBI), voire quatre, sous-tribus qui regroupent plus d'une centaine de genres d'orchidées. Cependant la classification actuelle est encore principalement basée sur des critères morphologiques et devrait évoluer grâce aux analyses approfondies des différentes séquences ADN de chaque genre.

## Liste dessous-tribuset desgenresselonNCBI[2]
la base de données du NCBI répertorie uniquement les deux sous-tribus ci-dessous. D'autres sources citent également les sous-tribus des Polystachyinae (classée parmi les Epidendreae selon le NCBI) et des Aerangidinae (intégrée aux Angraecinae).

### AeridinaePfitzer1887
77 genres identifiés au 28 octobre 2010. Les genres et espèces de cette sous-tribu sont présents à l'état naturel sur les continents asiatique et australien (exception faite de deux espèces des genres Acampe et Taeniophyllum que l'on retrouve sur le continent africain).
On trouve cette sous-tribu sous le nom de Sarcanthinae ou tribu des Sarcantheae dans certains ouvrages. La plupart des espèces du genre Sarcanthus ayant été reclassées au sein du genre Cleisostoma, cette dénomination n'est plus considérée comme valide en taxonomie végétale.
Les noms de genre précédés d'une croix de multiplication « × » sont des hybrides inter-génériques.
- Abdominea J.J.Sm. 1914.
- Acampe Lindl. 1853.
- Adenoncos Blume 1825.
- Aerides Lour. 1790.
- Amesiella Schltr. ex Garay 1972.
- Arachnis Blume 1825.
- ×Aranda Auct. 1937.(Arachnis × Vanda)
- Ascocentropsis Senghas & Schildh. 2000.
- Ascocentrum Schltr. 1913.
- Ascochilopsis Carr 1929.
- Ascochilus Ridl. 1896.
- Biermannia King & Pantl. 1897.
- Bogoria J.J.Sm. 1905.
- Brachypeza Garay 1972.
- Ceratocentron Senghas 1989.
- Ceratochilus Blume 1825.
- Chiloschista Lindl. 1832.
- Christensonia Haager 1993.
- Cleisocentron Brühl 1926.
- Cleisomeria Lindl. ex G.Don in J.C.Loudon
- Cleisostoma Blume 1825.
- Cryptopylos Garay 1972.
- Dimorphorchis Rolfe 1919.
- Diploprora Hook.f. 1890.
- Dyakia Christenson 1986.
- Esmeralda Rchb.f. 1862.
- Gastrochilus D.Don 1825.
- Grosourdya Rchb.f. 1864.
- Gunnarella Senghas 1988.
- Haraella Kudô 1930.
- Holcoglossum Schltr. 1919.
- Hygrochilus Pfitzer in Engl. & Prantl (eds.) 1897.
- Hymenorchis Schltr. 1913.
- Kingidium P.F.Hunt 1970[5].
- Lesliea Seidenf. 1988[6].
- Luisia Gaudich. 1829.
- Macropodanthus L.O.Williams 1938.
- Malleola J.J.Sm. & Schltr. 1913.
- Micropera Lindl. 1832.
- Microsaccus Blume 1825.
- Microtatorchis Schltr. in K.Schum. & Lauterb. 1905.
- Neofinetia Hu 1925.
- Nothodoritis Z.H.Tsi 1989.
- Omoea Blume 1825.
- Ornithochilus (Lindl.) Wall. ex Benth. 1883.
- Papilionanthe Schltr. 1915.
- Paraphalaenopsis A.D.Hawkes 1963.
- Pelatantheria Ridl. 1896.
- Pennilabium J.J.Sm. 1914.
- Phalaenopsis Blume 1825.
- Phalaenopsis × Doritaenopsis
- Pomatocalpa Breda, Kuhl & Hasselt 1827.
- Pteroceras Hasselt ex Hassk. 1842.
- Renanthera Lour. 1790.
- Renantherella Ridl. 1896[7].
- Rhinerrhiza Rupp 1951.
- Rhynchostylis Blume 1825.
- Robiquetia Gaudich. 1829.
- Saccolabium Blume 1825.
- Sarcochilus R.Br. 1810.
- Sarcoglyphis Garay 1972.
- Sarcophyton Garay 1972.
- Schoenorchis Reinw. ex Blume 1825.
- Sedirea Garay & H.R.Sweet 1974.
- Seidenfadenia Garay 1972.
- Smitinandia Holttum 1969.
- Staurochilus Ridl. 1896.
- Stereochilus Lindl. 1859.
- Taeniophyllum Blume 1825.
- Thrixspermum Lour. 1790.
- Trichoglottis Blume 1825.
- Tuberolabium Yamam. 1924.
- Vanda Jones ex R.Br. 1820. (Genre type)
- Vandopsis Pfitzer in Engl. & Prantl (eds.) 1889.
- Ventricularia Garay 1972.
- ×Doritaenopsis Guillaumin 1935.
- ×Mokara (Arachnis × Ascocentrum × Vanda)

### AngraecinaeSummerh.1966

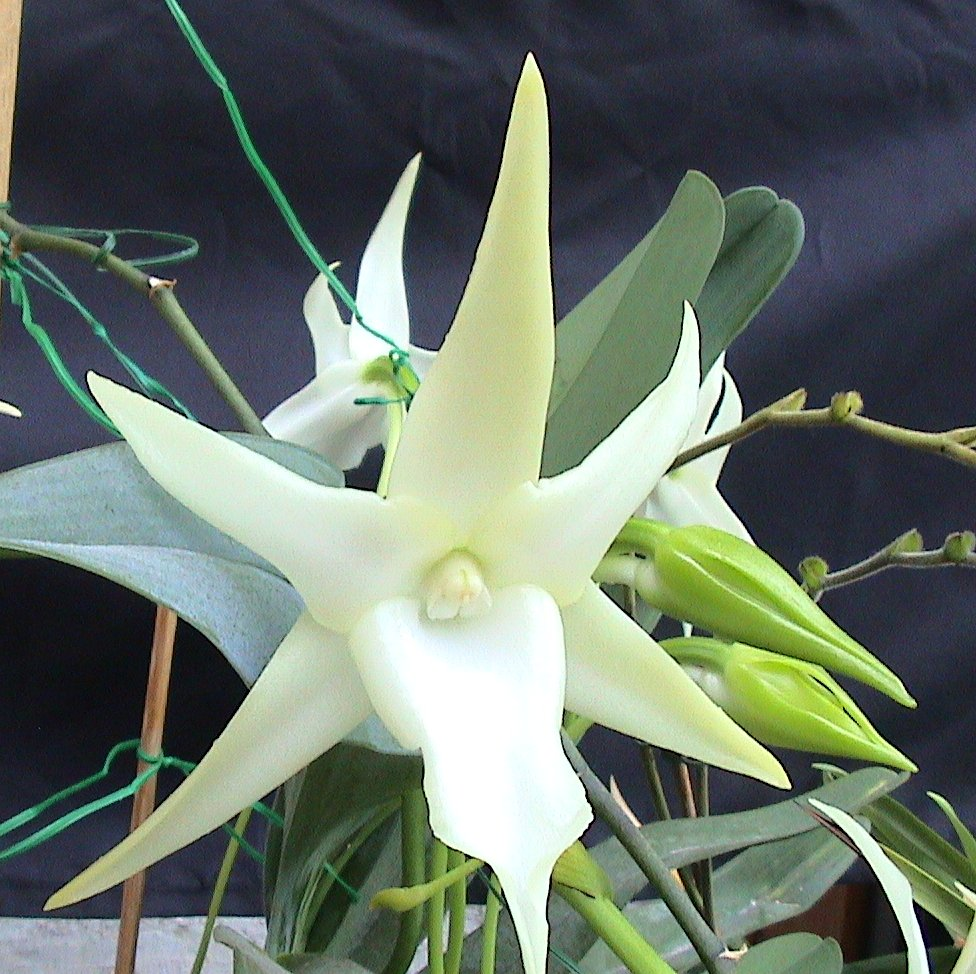
Angraecum sesquipedale

36 genres identifiés au 28 octobre 2010. L'aire de répartition géographique se situe principalement sur le continent africain et l'ile de Madagascar. Les genres Campylocentrum et Dendrophylax (continent américain) ainsi qu'une espèce du genre Angraecum et une du genre Aerangis (Sri Lanka) sont absents de ce continent.
La sous-tribu des Aerangidinae est considérée comme synonyme d'Angraecinae par le NCBI alors que de nombreux ouvrages font une distinction entre les deux sous-tribus. Néanmoins toutes les publications récentes s'accordent pour considérer que ces deux sous-tribus forment un groupe monophylétique dénommé Angraecoids.
- Aerangis Rchb.f. 1865.
- Aeranthes Lindl. 1824.
- Ancistrorhynchus Finet 1907.
- Angraecopsis Kraenzl. 1900.
- Angraecum Bory 1804. (Genre type)
- Beclardia A.Rich. 1828.
- Bolusiella Schltr. 1918.
- Bonniera Cordem. 1899[8].
- Calyptrochilum Kraenzl. 1895.
- Campylocentrum Benth. 1881.
- Chamaeangis Schltr. 1915.
- Cribbia Senghas 1985.
- Cryptopus Lindl. 1824.
- Cyrtorchis Schltr. 1914.
- Dendrophylax Rchb.f. in W.G.Walpers 1864.
- Diaphananthe Schltr. 1915.
- Eurychone Schltr. 1918.
- Jumellea Schltr. 1914.
- Lemurella Schltr. 1925.
- Lemurorchis Kraenzl. 1893.
- Listrostachys Rchb.f. 1852.
- Microcoelia Lindl. 1830.
- Microterangis Senghas 1985.
- Mystacidium Lindl. 1837.
- Neobathiea Schltr. 1925.
- Oeonia Lindl. 1826.
- Oeoniella Schltr. 1918.
- Plectrelminthus Raf. 1838.
- Podangis Schltr. 1918.
- Rangaeris (Schltr.) Summerh. 1936.
- Rhipidoglossum Schltr. 1918.
- Sobennikoffia Schltr. 1925.
- Solenangis Schltr. 1918.
- Sphyrarhynchus Mansf. 1935.
- Tridactyle Schltr. 1914.
- Ypsilopus Summerh. 1949.

### Genres absents de la base NCBI
Liste des genres non référencés mais cités dans les ouvrages botaniques récents (publications de 2003, 2006 et 2007) et dont le nom est accepté par la liste des jardins botaniques royaux de Kew.
- Ambrella H.Perrier 1934.[10]
- Armodorum Breda 1827.[11]
- Cardiochilos P.J.Cribb 1977.[12]
- Chauliodon Summerh. 1943.[13]
- Cleisostomopsis Seidenf. 1992.[14]
- Deceptor Seidenf. 1992.[15]
- Dinklageella Mansf. 1934.[16]
- Distylodon Summerh. 1966.[17]
- Eggelingia Summerh. 1951.[18]
- Erasanthe P.J.Cribb, Hermans & D.L.Roberts 2007.[19],[20]
- Margelliantha P.J.Cribb 1979.[21]
- Nephrangis Summerh. 1948.[22]
- Ossiculum P.J.Cribb & Laan 1986.[23],[24]
- Parapteroceras Aver. 1990.[25]
- Rhaesteria Summerh. 1966.[26]
- Summerhayesia P.J.Cribb 1977.[27]
- Taeniorrhiza Summerh. 1943.[28]
- Triceratorhynchus Summerh. 1951.[29]